# Abd al-Rahman al-Kawakibi
Abd al-Rahmân ibn Ahmad al-Kawakibi (arabe : عبد الرحمن الكواكبي), né à Alep en juillet 1855 et mort au Caire en juin 1902, est un syrien et un des premiers théoriciens du nationalisme arabe. Critique acerbe du despotisme et de la tyrannie, il plaida pour la destruction de l'Empire ottoman et la construction d'un nouveau califat arabe basé sur le socialisme islamique et la démocratie. Il se place dans le courant de la tradition réformiste (Islah) de l'Afghan Jamal Al Dîn Al Afghani, l'Égyptien Mohammed Abduh et de son compatriote Mohammed Rachid Rida.

## Un des théoriciens du panarabisme
Al-Kawakibi est né à Alep, principale ville du nord de la Syrie, au sein d'une famille de la bourgeoisie musulmane. Il y étudie la législation islamique (charia) et diverses langues, dont l'arabe, le turc et le persan. Devenu journaliste, Al-Kawakibi travaille d'abord pour le journal officiel al-Furat avant de fonder en 1878 al-Shahbaa', le premier hebdomadaire arabe d'Alep, dans lequel il dénonce la tyrannie du sultan Abdul-Hamid II qui vient d'abolir la Constitution ottomane de 1876 et de rétablir l'absolutisme impérial. Or, pour légitimer le rétablissement du pouvoir absolu, le sultan ottoman s'appuie largement sur la doctrine panislamique qui prône l'union de tous les musulmans, quelle que soit leur appartenance nationale, au sein d'un même empire – en l'occurrence l'Empire ottoman - et sous la conduite d'un seul chef, le calife, fonction que les sultans ottomans ont récupérée depuis que Sélim Ier avait transféré le siège du califat du Caire à Constantinople en 1516.
Face à cette idéologie dominante, al-Kawakibi est un des premiers intellectuels musulmans à défendre la thèse du panarabisme, doctrine jusque-là essentiellement défendue par les Arabes chrétiens, traditionnellement plus influencés par la culture politique européenne.
Au contraire du panislamisme, le panarabisme d'al-Kawakibi insiste sur le rôle historique de la nation arabe au sein du monde islamique. Tout en défendant l'idée de l'unité islamique, il conclut à la supériorité ethnoculturelle des premiers croyants - c'est-à-dire des Arabes - par rapport aux autres peuples progressivement islamisés, dont les Turcs. Ses critiques envers le sultan Abdülhamid II lui valent les foudres du pouvoir ottoman et le gouverneur d'Alep finit par interdire la parution de la revue d'al-Kawakibi, puis fait arrêter et incarcérer son auteur. À sa sortie de prison en 1898, le penseur syrien se réfugie en Égypte, où il rejoint le cercle des intellectuels syriens, et continue sa critique de l'Empire ottoman dans des journaux locaux égyptiens. Pour lui, le régime ottoman avait tout intérêt à ralentir le développement des sciences dans le monde arabe. À ses yeux, le seul moyen de libérer la population est par la diffusion du savoir et de la science. Il milite ainsi pour une réorganisation du califat qu'il souhaite voir revenir au vice-roi d'Égypte. Il entreprend ensuite un long voyage qui le mène à la Mecque, puis poursuit son périple jusqu'à Karachi. Il meurt au Caire en 1902 juste après son retour, très vraisemblablement empoisonné par des agents turcs.
Par ailleurs, s'adressant à tous les arabophones sans distinction, "al-Kawakibi s'est adressé aussi bien aux musulmans qu'aux chrétiens et aux juifs arabes. Il n'a pas fait de différences entre eux. Cette idée des musulmans, des chrétiens et des juifs arabes travaillant ensemble était alors en train de gagner du terrain", idée fragilisée toutefois dans les premières années du vingtième siècle par la vague de migration de juifs européens en Palestine, encadrés par le tout jeune mouvement sioniste. Cette migration commence à inquiéter certains intellectuels arabes, dont le ton à l'égard des juifs se durcit alors.

## L'œuvre politique d'al-Kawakibi
Al-Kawakibi est surtout connu pour les deux livres qu'il a écrits lors de son long séjour en prison en Syrie et qui sont d'abord publiés sous des pseudonymes. Dans son premier ouvrage qui s'intitule Umm al-Qûra (La mère des cités, terme désignant la Mecque), il imagine une conférence rassemblant des savants musulmans qui essaient d'analyser la crise de leur religion. Il souhaite ainsi que le pouvoir des Ottomans passe entre les mains des descendants des Quraysh (la tribu arabe à laquelle appartenait le prophète Mahomet et sa famille) et que la capitale impériale soit transférée à la Mecque. Pour lui, « la péninsule arabique et ses habitants doivent s’occuper de la vie religieuse (…). Attendre cela d’un autre peuple est une pure plaisanterie. » Cet essai est publié pour la première fois au Caire en 1902-1903 dans la revue de Rachid Rida : al-Manâr.
Le deuxième ouvrage qui s'intitule Tabâ'i al-Istibdâd (Caractéristiques du despotisme) paraît également d'abord sous forme d'articles publiés en 1900. Influencé par les idées libérales, il souhaitait l'instauration d'un État arabe démocratique, basé sur la consultation (choura) où il y aurait une séparation des pouvoirs pour éviter l'arrivée d'un nouveau despote. Il plaide aussi pour une égalité parfaite entre les religions et pour le respect des croyances afin de préserver la solidarité nationale.
« Vous tous qui parlez l'arabe et n'êtes point musulmans, je vous invite à oublier les différends du passé. La discorde qui a été semée par des individus malveillants doit être surmontée… Organisons ensemble notre vie sur terre et laissons aux religions le soin de s'occuper de celle de l'au-delà. Vivons libres et respectés au sein de notre nation arabe. »

## Ouvrages
- Du despotisme et autres essais (trad. Hala Kodmani, préf. Salam Kawakibi, postface Salam Kawakibi), Arles, France, Éditions Actes Sud / Sindbad, 6 janvier 2016, 236 p. (ISBN 978-2-330-02228-0)
- La Mère des Cités (trad. Nordin Lemrabet, préf. Mustafa Kastit et Nordin Lemrabet, postface Abd-al-Rahman al-Kawakibi), Paris / Bruxelles, Héritage Éditions, 12 janvier 2022, 325 p. (ISBN 978-2-4932-9512-5)
- De la nature du despotisme et la fin de l'esclavage (trad. Amor Cherni), Paris, Éditions Al-Bouraq, 16 mai 2017, 225 p. (ISBN 979-1-0225-0008-1)